# Howard Dean
Howard Dean (East Hampton, Nueva York; 17 de noviembre de 1948) es un político estadounidense, exgobernador del estado de Vermont desde 1991 a 2003 y fue aspirante del Partido Demócrata a la Casa Blanca.

## Biografía
Dean se graduó en medicina en 1971 en la Universidad Yale y obtuvo su diploma de médico en 1978. Fue elegido representante del Congreso de Estados Unidos por Vermont desde 1982 hasta 1986, año en el que fue elegido lugarteniente del Gobernador de Vermont.
Howard Dean mantuvo la doble faceta, como médico y político, hasta 1991, cuando la repentina muerte del gobernador republicano de Vermont, Richard Snelling, lo impulsó a buscar ese cargo. 
Fue uno de los primeros en anunciar su aspiración a la candidatura para las elecciones presidenciales de EE. UU. de 2004, concretamente el 31 de mayo de 2002. Atrajo la atención de muchos activistas con sus acusaciones directas al gobierno de McCain, principalmente en lo referido a su estrategia en política exterior y la guerra de Irak, así como con el uso de Internet para recolectar fondos de sus seguidores. Cuando todas las encuestas le daban un triunfo arrollador sobre sus nueve contrincantes demócratas, su máximo rival John Kerry dio la sorpresa al ganar el caucus de Iowa (el primer estado donde se celebran las primarias) y a partir de ahí, la candidatura de Dean fue decayendo. Obtuvo solo una victoria simbólica en Vermont después de haberse retirado de la lucha por la candidatura.
Dean plantea la responsabilidad financiera para llegar a la justicia social y aboga por una política con un nuevo talante diplomático en el marco internacional sin renunciar a unas fuerzas armadas modernas y fortalecidas; pretende recuperar la esencia progresista del Partido Demócrata, apoya el derecho al aborto, la utilización de drogas con fines terapéuticos, la unión civil entre homosexuales, la creación de una Seguridad Social para jubilados y limitar la aplicación de la pena de muerte para casos extremos. 
Finalmente, Dean fue el presidente del Comité Nacional Demócrata entre 2005 y 2009, en un momento en el que los demócratas mantuvieron el control en la Cámara de Representantes y del Senado.
Dean fue nombrado presidente emérito del Comité Nacional Demócrata tras su jubilación en enero de 2009. Desde que se retiró del cargo, Dean no ha ocupado ningún cargo electo ni un cargo oficial en el Partido Demócrata y, a partir de 2015, trabajaba para el bufete de abogados global Dentons como parte de la práctica de políticas públicas y regulación de la firma. En 2013, Dean expresó su interés en postularse para la presidencia en 2016, pero en cambio apoyó la candidatura de la ex secretaria de Estado Hillary Clinton. 